# Список умерших в 596 году

## Декабрь
- 14 декабря — Агнелл Неаполитанский, святой игумен неаполитанский.
- 31 декабря — Марий Аваншский, католический святой, епископ Аванша (573/574—596), хронист.

## Дата смерти неизвестна или требует уточнения
- Абас, первый католикос Кавказской Албании.
- Варнекаут, лангобардский герцог Павии.
- Гайдульф, лангобардский герцог Бергамо.
- Динод Толстый, король Северных Пеннин (ок. 525 — ок. 595).
- Зангрульф, лангобардский герцог Вероны.
- Ишояб I, патриарх церкви Востока (582—595).
- Платон, епископ Пуатье.
- Сародий, аланский князь.
- Федлимид мак Кайрпри Круймм, король Мунстера.
- Хильдеберт II, король франков из династии Меровингов.